# Strada statale 636 di Palombara
La ex strada statale 636 di Palombara (SS 636), ora strada provinciale 40 Salaria Vecchia (SP 40) in provincia di Rieti e strada provinciale 636 di Palombara (SP 636), era una strada statale italiana il cui percorso è compreso nella Provincia di Rieti e nella Provincia di Roma ed è attualmente classificata come strada provinciale in entrambe le province.

## Percorso
Ha origine dalla Strada statale 4 Via Salaria nei pressi di Borgo Quinzio, frazione di Fara Sabina. Dopo appena 1,350 km, l'arteria abbandona la Provincia di Rieti ed entra nella Provincia di Roma. La strada prosegue quindi in direzione sud attraversando i centri abitati di Moricone, Palombara Sabina, lambendo i centri di Marcellina e Guidonia Montecelio, per poi innestarsi sulla Strada statale 5 Via Tiburtina Valeria nel comune di Guidonia Montecelio, precisamente nella popolosa località di Villanova.

## Storia
Già contemplata nel piano generale delle strade aventi i requisiti di statale del 1959, è
solo col decreto del Ministro dei lavori pubblici del 25 giugno 1971, con i seguenti capisaldi d'itinerario: "Innesto strada statale n. 4 presso Canneto - Moricone - Palombara - innesto strada statale n. 5 a Tivoli".
A seguito della costruzione di un tratto in variante della strada statale 4 Via Salaria, col decreto del Ministro dei lavori pubblici del 7 ottobre 1977 una parte del tratto dismesso di detta statale viene incorporato nella SS 636 per continuità, modificando il caposaldo iniziale in "Innesto strada statale n. 4 a Borgo Quinzio"
In seguito al decreto legislativo n. 112 del 1998, dal 2002 la gestione è passata dall'ANAS alla Regione Lazio, che ha provveduto al trasferimento dell'infrastruttura al demanio della Provincia di Rieti e della Provincia di Roma per le tratte territorialmente competenti.